# بیش‌تاج
بیش‌تاج (نام علمی: Pliolophus) نام یک سرده از تیره اسبیان است.